# Jans Tromp
Jans Tromp is een van de vaste figuren uit de stripreeks Jan, Jans en de kinderen van tekenaar Jan Kruis. Ze is gebaseerd op Els Kruis-van Zanden, de echtgenote van Jan Kruis. 

## Kenmerken
Jans heeft een spitse neus. Het haar droeg ze gedurende meer dan 20 jaar van de strip in een knot; hierna mat ze zich een moderner kapsel aan, om uiteindelijk weer naar de traditionele knot terug te keren.
In de strip heeft ze de vaste rol van huismoeder en echtgenote. Ze is getrouwd met Jan Tromp met wie ze eerst twee en later drie kinderen heeft: de ca. zestienjarige puber Karlijn, de achtjarige Catootje en de tweejarige Gertje die pas later in de serie zijn entree maakte. Jans' nicht Hanna komt in veel van de verhalen van na 1980 voor. Ook Jans' moeder, Oma Stien, verschijnt heel af en toe in beeld; zij is ooit van haar man gescheiden en naar de VS geëmigreerd. Oma Stien komt af en toe nog terug naar Nederland, onder meer bij de geboorte van Gertje.

## Geschiedenis in de strip
Emancipatie is een van de belangrijke thema's in de strip, en dit komt met name tot uiting in de verhaallijnen rond Jans Tromp. Gedurende de eerste jaren van de strip was Jans nog helemaal een 'traditionele' huisvrouw, al werd in gag nummer 2 reeds duidelijk dat er een verandering op komst was. Aangezet door een artikel in moederblad Libelle lijkt Jans een carrière na te streven als 24 uurs-maatschappelijk werkster. Een tranendal van de overige gezinsleden doet haar besluiten om hiervan af te zien. In album 2 (1972) probeert Jans het opnieuw; ze gaat werken bij een bank, maar de inkomsten gaan er eerder op achteruit. Als haar man Jan haar via de telefoon wijsmaakt dat het meisje van de overkant hem probeert te verleiden, neemt ze ontslag. Hiermee is Jans weer terug bij af; vechten voor haar recht om te werken in plaats van huisvrouw te zijn.
In album 11 (1981) verschijnt Jans' lesbische nicht, de bewust ongehuwde moeder Hanna, ten tonele. Hanna bevalt terwijl ze bij de familie Tromp logeert van een dochter, Sientje. Bij terugkerende bezoekjes van haar geëmancipeerde nicht wordt Jans langzaamaan weer wakker geschud. Jans gaat werken bij een modeboetiek, maar wordt al gauw weer ontslagen omdat de nieuwe eigenaar een jonger iemand wil.  
Ze richt een politieke partij speciaal voor vrouwen op, VM'94 (VM staat voor Vrouwmens). Ook deze carrière is echter maar een kort leven beschoren, omdat Jans inmiddels zwanger is. Bij de geboorte van Gertje stapt Jans uit de politiek. Ze heeft hierna nog wel enige tijd een baan als wethouder. Terwijl ze nog wethouder is, laat Jans de huishoudster Zwaantje Bonebrood bij haarzelf thuis zwartwerken. Ze wordt vervolgens hiermee gechanteerd door Zwaantje zelf, die nadat ze door de familie Tromp is ontslagen dreigt alles openbaar te maken.
Met de overname van de strip door Studio Jan Kruis in 1999 veranderden alle hoofdpersonages. Jans werkt vanaf dan freelance bij een krant en op andere uren dan Jan. Ook heeft ze (net als Catootje) wat jaren verloren; aanvankelijk was ze 36, nu lijkt ze eerder rond de 30 te zijn.   

### Running gags
Een running gag in de strip is dat Jans niet blij is met haar knot, en een metamorfose doorgaat. In de meeste gags uit het eerste album draagt ze d'r haar los met een bandana. In album 4 komt ze thuis met een ultramodern kapsel maar de familie herkent haar niet terug, en in album 6 wordt er met een afrokapsel geëxperimenteerd. Speciaal voor haar politieke carrière verruilt Jans in album 23 haar knot voor een modernere coupe. In album 33 ondergaat ze opnieuw een metamorfose. In album 45 (verschenen in 2010) keert ze uiteindelijk weer terug naar de oude vertrouwde knot. 
Jans is ook vaak bezorgd om haar gewicht; een grammetje vet is al voldoende om over te schakelen op macrobiotische maaltijden. Dit wordt niet gewaardeerd door de familie.
Af en toe heeft Jans korte flirts met andere mannen, maar ze blijft haar echtgenoot altijd trouw.